# Historienmalerei

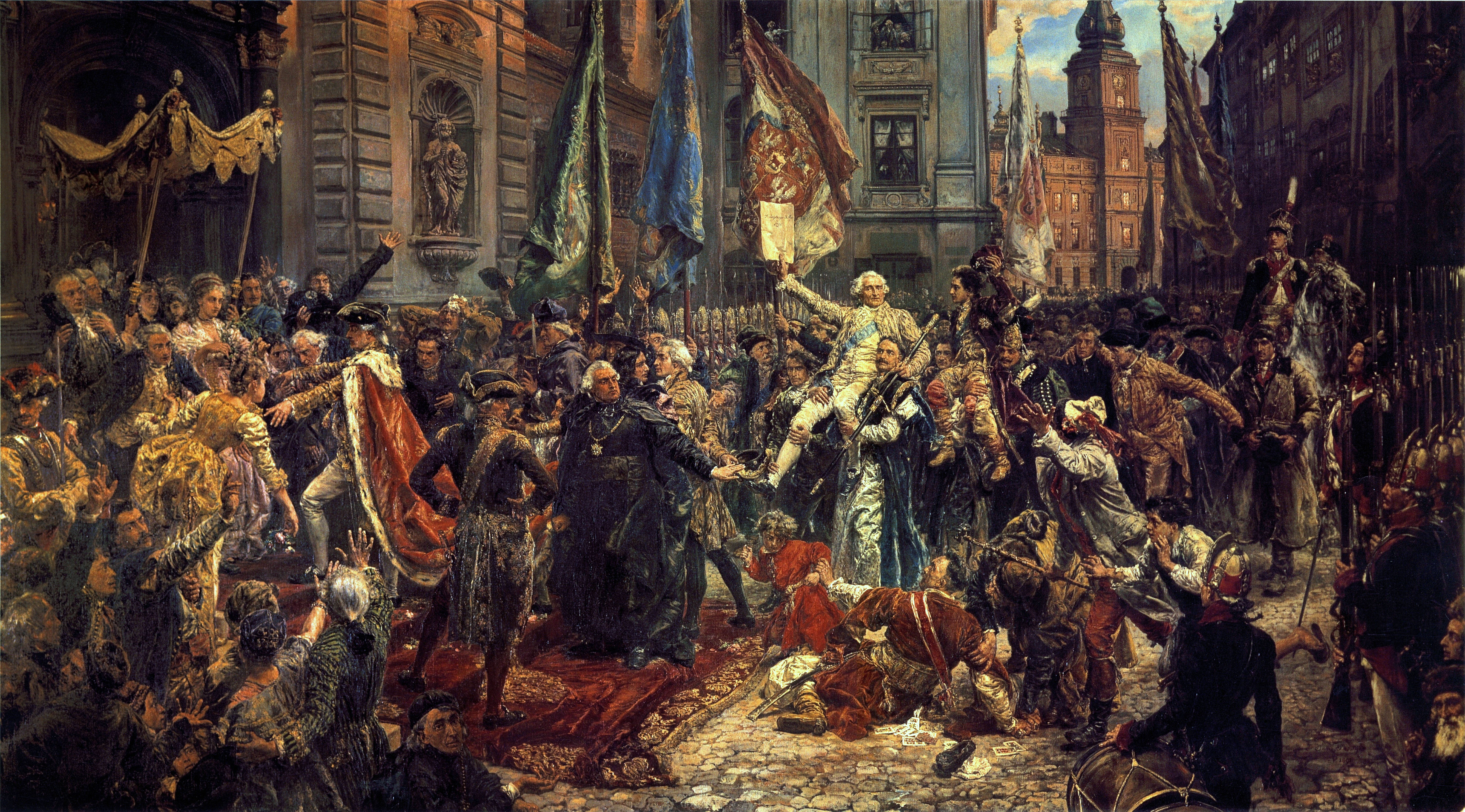
Ein Beispiel für Historienmalerei: Jan Matejko, Verabschiedung der Verfassung vom 3. Mai 1791 in Warschau, gemalt anlässlich ihres hundertjährigen Jubiläums 1891. Dargestellt ist, wie Mitglieder des Sejm unter dem Jubel der Einwohner Warschaus die Johanneskathedrale betreten, wo der Eid auf die soeben beschlossene Verfassung abgelegt werden soll. Im Mittelpunkt ist Sejmmarschall Stanisław Małachowski zu sehen, der von begeisterten Abgeordneten auf den Schultern getragen wird und den Verfassungstext schwenkt. Dem König Stanislaus II. August Poniatowski wird vom Maler nur eine Nebenrolle eingeräumt. Er ist am linken Bildrand (mit Hut) zu sehen, wie er seine Mätresse Elżbieta Szydłowska begrüßt.

Die Historienmalerei ist eine Kunstgattung, die ihre Ursprünge in der Renaissance hat.
In der Historienmalerei werden historische, religiöse, mythisch-sagenhafte oder literarische Stoffe auf einen ahistorischen Moment verdichtet dargestellt.
Als wichtiges Kennzeichen der Historienmalerei gilt, dass die dargestellten Hauptpersonen benennbar sind.
Oft steht im Mittelpunkt ein Held, eine als autonom handelnd dargestellte Einzelpersönlichkeit. Historienbilder dienen seiner absichtsvollen Verklärung, seiner Überhöhung und der Ausgestaltung eines Geschichtsmythos, nicht einer realistischen Darstellung eines vergangenen Geschehens. Sie wurden oft von Herrschenden in Auftrag gegeben, erworben oder ausgestellt.

## Die Gattung Historienmalerei
Ein Grund für die Entstehung dieser Kunstdisziplin war das sich wandelnde Geschichtsbewusstsein sowie ein damit verbundenes Bedürfnis, Vergangenheit mit bestimmten Intentionen bildlich darzustellen. Künstler malten in großem Format und manchmal in Kohärenz mit dem Ausstellungsort Geschichtsmotive, die sie in Bildern deuteten und fingierten.
Gemein bleibt der Historienmalerei in allen kunstgeschichtlichen Epochen die Abgrenzung zum Ereignisbild, das oftmals alltägliche Geschehen wie die Feldarbeit oder das Stadtleben darstellte. Das Historienbild hingegen kann und will durch zeitlose und übertragbare Symbolik von dem geschichtlich besonderen Moment erzählen. Oft stellt sich die Frage, ob es sich bei einem Historienbild um Kunst oder um Geschichte handelt. Beide Disziplinen können hierauf eine Antwort geben, die je nach fachwissenschaftlicher Perspektive verstanden werden muss.
Für den Historiker ist das Historienbild insofern auch Historie oder Geschichte, wenn man den dargestellten historischen Moment von der Entstehungsgeschichte und den Umständen, in denen sich der Maler befand, abstrahiert. Ansichten und Intentionen sowie für eine Zeit typische Gestaltungsmittel geben dem Historienbild erst einen eigentlichen geschichtlichen Gehalt. Der Inhalt, der oftmals geschickt inszeniert, manipuliert oder um einen Wahrheitsgehalt beschnitten ist, ist lediglich die Deutung eines Ereignisses bzw. die Deutung von Vergangenheit durch den Künstler. Ausgehend von diesem Standpunkt kann man sich nun dem Bild unter der Perspektive der Kunst nähern. Inhalt und Ausdruck von Historienbildern sind durch ästhetische Gestaltungsprinzipien der Kunst bestimmt, so dass die bildliche Inszenierung von Geschichte als Kunst(-werk) zu betrachten ist.
Auch die künstlerische Inszenierung und Gestaltung des Malers erfolgt in der Regel nicht in eigener Regie, da Absichten wie die Adoration der Herrschenden, die zur politischen Selbstdarstellung einer Person oder eines Staates sowie dessen Legitimierung von den dargestellten Parteien oft selbst in Auftrag gegeben wurden. So schließen sich künstlerische Eigenarbeit und politisches Zweckinteresse aus. Dem zeitgenössischen Betrachter war diese Dimension jedoch nicht unbedingt klar, denn die oftmals verklärende Darstellung wirkte auf den Rezipienten real. Also erfolgte in den wenigsten Fällen eine Trennung von Fiktion und Realität, was an dem Bildungsstand aber auch dem Grad der Mündigkeit großer Teile der Gesellschaft lag.
Des Weiteren ist die Greifbarkeit des Mediums Bild von Vorteil gewesen, da in diesem scheinbar objektiv etwas abgebildet wurde. In diesem Sinne deutete also der Künstler in der Gegenwart, der Entstehungszeit des Bildes, unter der Einnahme einer bestimmten Perspektive die Vergangenheit und aktualisierte sie somit für das Publikum. Den Betrachtern und Betrachterinnen sollte eine durch das Bild initiierte Symbiose zwischen Vergangenheit und Zukunft aufgezeigt werden, womit eine Historisierung des dargestellten Stoffes im Gedächtnis angestrebt wurde. Gerade für naive und ungebildete Rezipienten war dieses visuelle Angebot verlockend.

## Die Entstehung und Entwicklung der Historienmalerei

### 15. Jahrhundert
Im 15. Jahrhundert entwickelte sich neben den Disziplinen Genre, Porträt, Landschaft und Stillleben auch die der Historienmalerei. Nicht zuletzt durch die zunehmende Beschäftigung mit der eigenen Identität und der Vergangenheit der Gesellschaft bildete sich diese Gattung durch ein in diesem Maße zuvor nicht vorhandenes Geschichts- und Vergangenheitsbewusstsein heran.
Es galt als Konsens, dass ein Mensch schwieriger darzustellen sei als eine Landschaft und aus diesem Grund entwickelte sich sukzessive eine Hierarchisierung unter den Malern. Diese genossen für die Erstellung von Historien oder Porträts höheres Ansehen und auch eine bessere Bezahlung. Bildinhalte sowie Motive der ersten Historienbilder lehnten sich an Elemente und Figuren aus der antiken Welt an und adaptierten somit die Figuren oder Themen der Mythologie. Neben dieser gestalterischen Funktion wiesen die Bilder durchweg geschichtliche oder religiöse Inhalte auf, nicht selten vereinten sie auch beides zusammen im Bild.
Als Zentrum der ersten Phase der Historienmalerei ist Italien zu lokalisieren, wo sich Leon Battista Alberti schon früh mit der Kunsttheorie dieser Bildgattung beschäftigte. Für ihn sollte der Historienmaler einen besonderen Status unter den anderen Künstlern einnehmen. Neben historischem Faktenwissen, das für die Inhalte des Bildes wichtig war, sollte der Maler durch die von ihm im Bild ausgerichtete Gestaltung der Wirklichkeit den Betrachter begeistern können. Um diese Wirkung beim Rezipienten zu hinterlassen, war das primäre Bildungsziel eines Malers das Studium der Natur und Mathematik – nicht etwa die humanistische Bildung –, um Figuren und Elemente des Bildes durch die Mimesis der Wirklichkeit möglichst ansprechend zu gestalten.

### 16. Jahrhundert

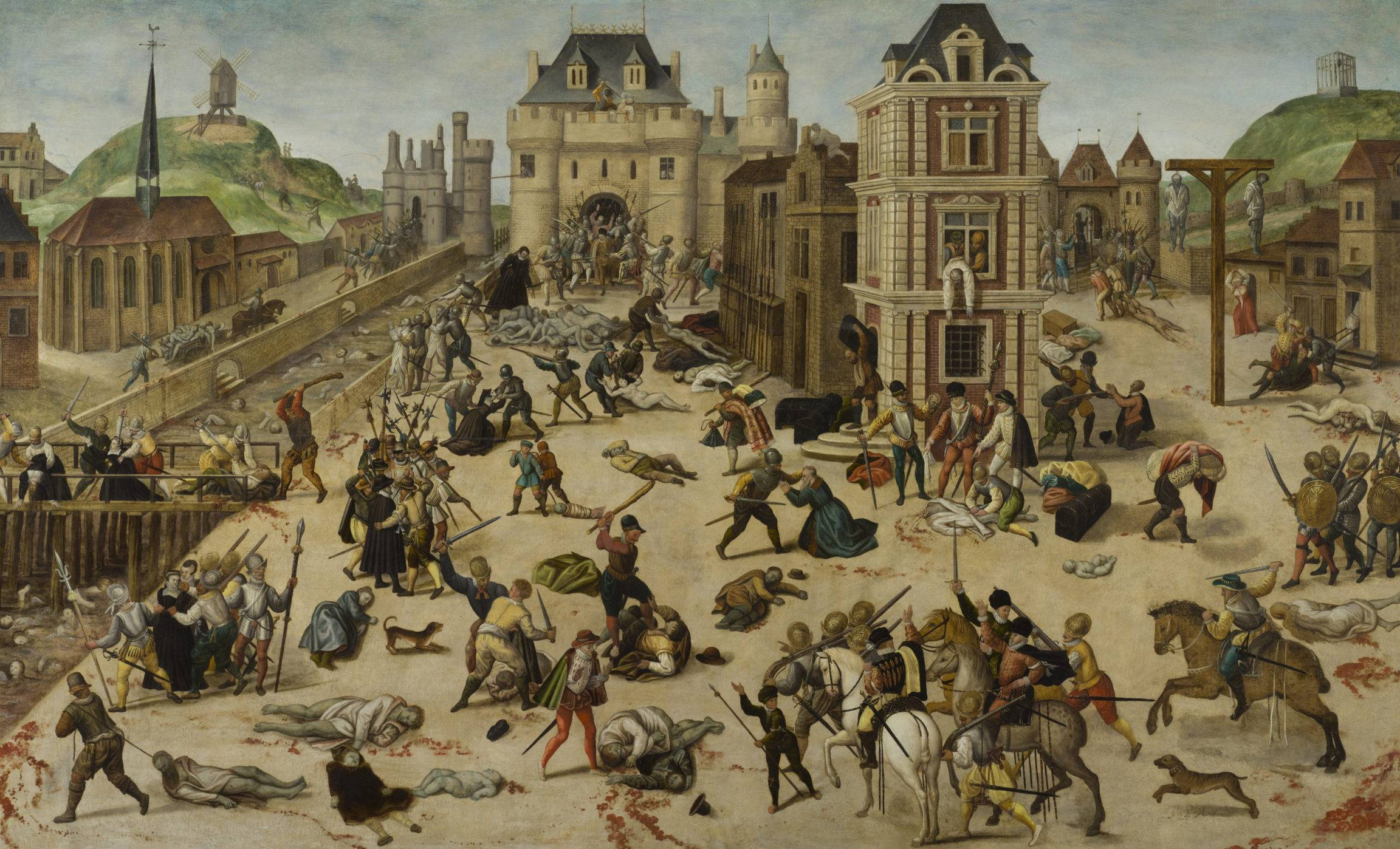
François Dubois: Bartholomäusnacht (nach 1576)

An den Gestaltungsprinzipien des 15. Jahrhunderts sollte zunächst auch im folgenden 16. Jahrhundert festgehalten werden. Die Auffassung der sich langsam konstituierenden italienischen Kunsttheorie war es weiterhin, dem Maler Richtlinien und Rahmen für sein Werk aufzustellen. Der Fakt, dass Historienmaler unbedingt auch Kenntnisse über die von ihnen dargestellten historischen Stoffe besitzen müssen, reifte also weiter aus. Die Darstellungsform hatte weiterhin den Anspruch, dass der Betrachter vom Bild angezogen und betroffen gemacht werden sollte. Neu war die Forderung nach der Wahrung der convenevolezza – der Beachtung der Angemessenheit der Darstellung. So wurden idealisierende Motive in der Theorie so weit wie möglich zurückgedrängt und an die Darstellungskunst des Malers appelliert. Neben den Einflüssen der katholischen Kirche auf Motive und Bildinhalte – vielfach deutete man Kunstwerke als Predigt in Bildern – kennzeichnete die Forderung nach einer einfachen Lesart der Bilder diese Phase der Historienmalerei. Gabriele Paleotti forderte eine stringente und klare Gestaltung, die dem Betrachter die Lesart der Bilder vereinfachen sollte. Des Weiteren sah er in dem Medium Bild die Möglichkeit, einen viel größeren Rezipientenkreis anzusprechen, als es mit Schriften und Texten möglich war, da nur wenige Menschen eine Ausbildung in Lesen und Schreiben genossen. Der Epochenübergang von Renaissance zum Barock, der als Manierismus bezeichnet wird, stellte den Maler nicht nur als künstlerischen Handwerker dar, der Bilder entwarf, sondern vielmehr als Schöpfer eines Werkes, dessen Begabung sich in den von ihm geschaffenen Werken widerspiegelt.

### 17. Jahrhundert

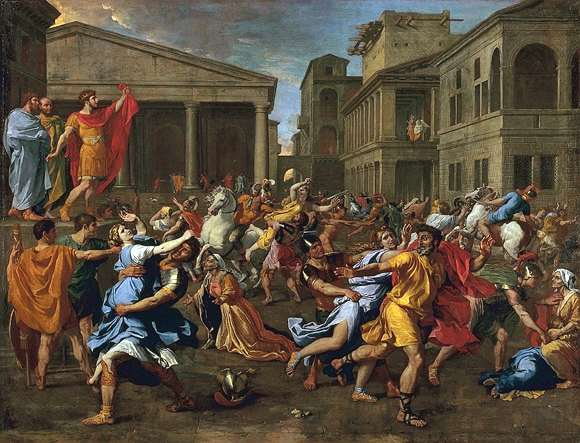
Nicolas Poussin: Der Raub der Sabinerinnen (1637/38)

Gegen Ende des 16. Jahrhunderts und mit dem Beginn des 17. Jahrhunderts verlagerte sich das Zentrum der (Historien-)Malerei von Italien zunehmend nach Frankreich. Immer mehr spaltete sich auch hier die Meinung über Zweck und Inhalt der Historienmalerei. Einerseits wurde diese Bildgattung zum Gegenstand der nun an der Académie Française institutionalisierten Disziplin. Dem Kunstausschuss der Academie kamen sowohl organisatorische wie auch konzeptionelle Aufgaben im Bereich der Malerei zu. Der Rat entschied über die Statusvergabe der Berufsbezeichnung Maler, über die Regeln der vorherrschenden Kunst, über die Lehrjahre und Lehre der Maler sowie die Funktionalisierung der Malerei in politischen Angelegenheiten. Andererseits hielten Maler und Kritiker wie Roger de Piles an der Eigenständigkeit der Maler fest. De Piles nahm eine deutliche Gegenposition zur akademischen Kunst ein, deren Kern sich auf die Wahrnehmung des Malers und nicht auf aufgestellte Regularitäten bezog. Beide kunsttheoretischen Ansätze, der der Academie sowie der de Piles’, vereinten jedoch den erzieherischen und moralischen Aspekt, der Historienbildern zukam.

### 18. Jahrhundert
Die Vorleistungen des 17. Jahrhunderts im Bereich der Kunstkritik eröffneten eine im 18. Jahrhundert noch größere Auseinandersetzung in Institutionen, aber auch durch Privatpersonen mit dem Gegenstand der Historienmalerei. Denis Diderot legte den Zwiespalt, der schon zwischen den Grundgedanken der Académie Française und denen de Piles bestand, erneut offen. Eine Opposition zwischen ästhetischen Gestaltungsprinzipien im Sinne des Malers selbst und den konservativen Regeln der Malerei sei nur schwer zu vereinbaren, so Diderot. In den zeitgenössischen Malern sah dieser lediglich die Unfähigkeit, moralische Aussagen der dargestellten Heldenfiguren ins Bild zu transferieren, sodass jeglicher Ausdruck von Leidenschaft fehlte. Diderots Gedanken zur Ästhetik gingen sogar über die alten Prinzipien der Gattung hinaus und er räumte Malern ausdrucksvoller Landschaftsmalereien den gleichen Stellenwert wie den Historienmalern ein.
Der Kunsttheoretiker Louis Etienne Watelet hingegen wies diese Einschätzung klar zurück und sah die Gattungshierarchie in der Malerei als begründet an. Da der Historienmaler mehr Wissen benötige als Künstler anderer Disziplinen, müsse ihm auch dementsprechend mehr Ruhm sowie Förderung zukommen, so Watelet. Weiterhin forderte er, dass die Öffentlichkeit und die Institutionen sowie Herrscherhäuser den Historienmaler durch Aufträge unterstützen müssen.

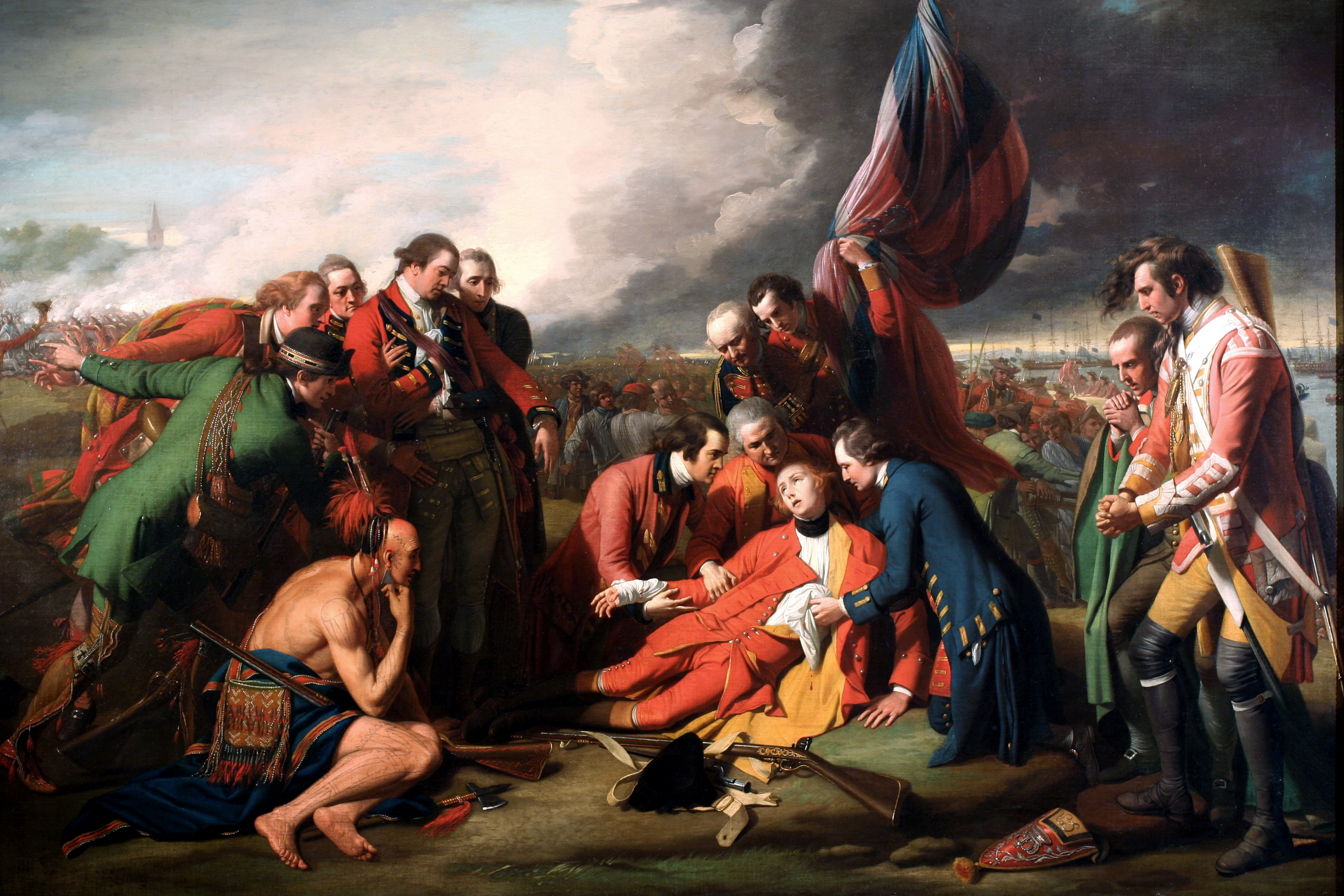
Benjamin West: Der Tod des General Wolfe (1770)

Die Diskussion zwischen Regeln der Malerei und den selbstständigen Gestaltungsprinzipien wurde von dem Maler Benjamin West entscheidend gebrochen. In den Fokus rückte bei Wests Bild Der Tod des General Wolfe nicht mehr unmittelbar das Gestaltungsprinzip, sondern vielmehr der dargestellte Inhalt. West malte, wie der Titel aussagt, den Tod des britischen Generals James Wolfe in der Schlacht auf der Abraham-Ebene gegen französische Truppen bei Quebec im September 1759. Das Besondere an diesem Bild war, dass es ein Ereignis der Zeitgeschichte zeigte und unmittelbar nach dem Tod des Generals angefertigt wurde. Nach einigen Diskussionen über die Ausstellung des Bildes konnte sich West durchsetzen und es wurde der Öffentlichkeit zugänglich gemacht. West begründete sein Bild damit, dass er sich neben der Position des Malers auch als Historiker verstand, dessen Pflicht es war, solch bedeutende Zeitgeschichte im Medium Bild zu dokumentieren.
Europäische Künstler und Theoretiker hingegen setzen sich auch in der Folge Wests zunächst weiterhin mit der Darstellungsform auseinander. Richardson und Shaftesbury plädierten für eine Zentrierung der Heldenfigur; in ihr müssten Mimik und Gestik so ausgerichtet sein, dass der Betrachter moralisch und teilnehmend durch das Bild angesprochen wird. Der Engländer Joshua Reynolds nahm in seiner Kunstdoktrin nochmals Bezug zu den Regeln der Académie Française. Die Ausbildung eines Malers sollte ihm zufolge drei wesentliche Elemente beinhalten: Die Anweisung zum Zeichnen, das Kopieren von Vorbildern und das Studium der Antike. Diese konservativen Gedanken vermengten sich allerdings mit einer veränderten Ausrichtung auf die Rezipientenschaft. Reynolds lehnte die Idealisierung einzelner ab und folgte dem Wandel der Gesellschaft, indem er eine stärkere Ausrichtung der Bilder an dem bürgerlichen Publikum forderte. Der schweizerisch-englische Maler Johann Heinrich Füssli, der neben Reynolds und West einer der bedeutendsten seiner Zeit gewesen ist, stellte drei Kategorien des Malens auf: Das historische, das epische und das dramatische Element. Hierbei sollte der historischen Kategorie am wenigsten Aufmerksamkeit zukommen, da der Rezipient von dramatischen und epischen Gestaltungsprinzipien am meisten angesprochen werde. In Deutschland bildete sich eine kunsttheoretische Auseinandersetzung mit Bildern erst vergleichsweise spät heraus. Grund hierfür lag zum einen in dem erst jetzt entstandenen Wandel des Geschichtsbewusstseins im Zuge des Historismus, so dass Historienbilder vielerorts ein gespanntes Publikum antrafen. Neben Ausstellungen fanden sie auch in Druckform in Illustrierten ihren Platz. In der Öffentlichkeit bestand vor allem der Bedarf einer authentischen Darstellung in Bildern, da eine schlechte schriftliche Quellenlage über die Vergangenheit aber auch Gegenwart vorherrschte.

### 19. Jahrhundert

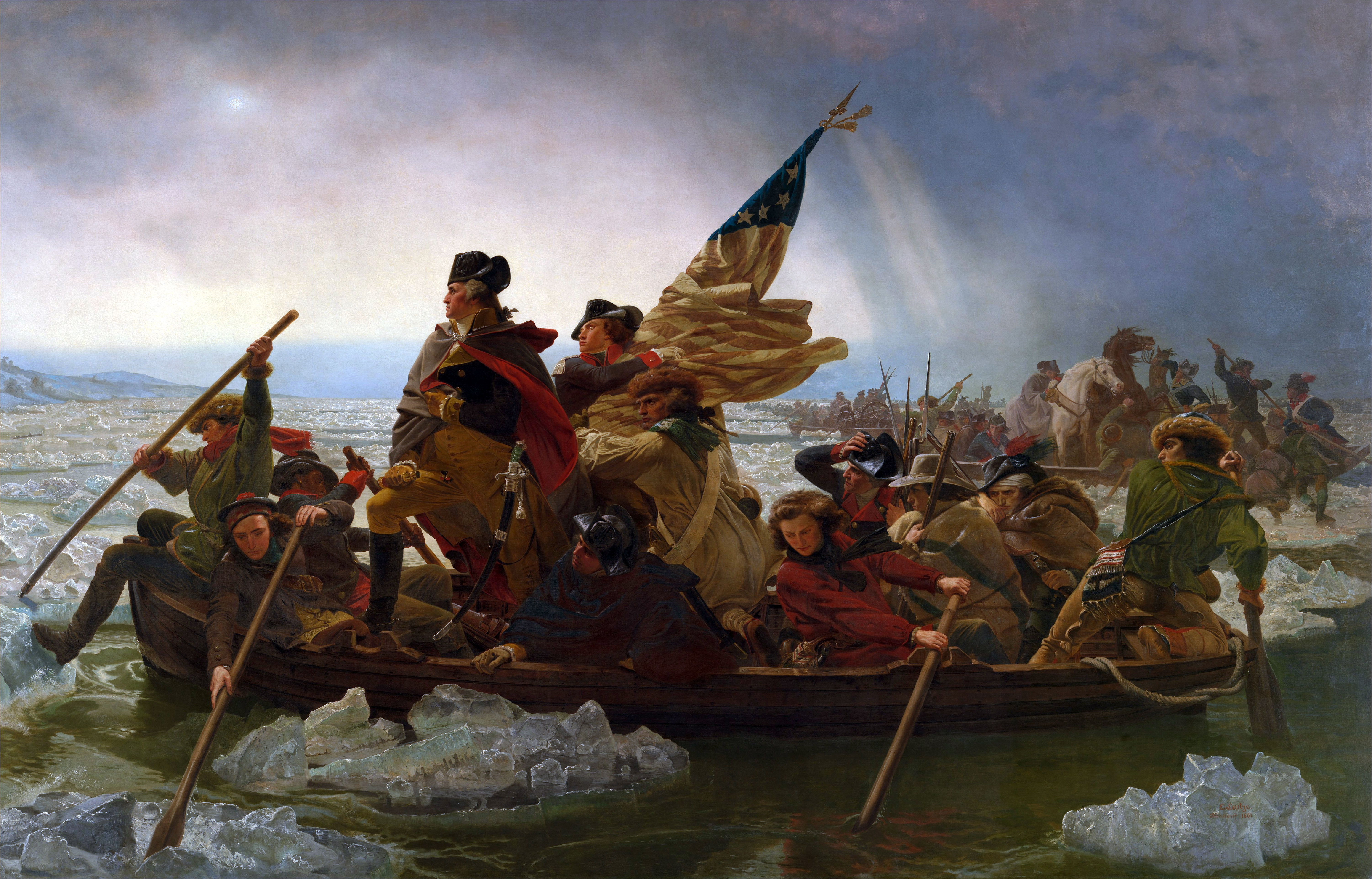
Emanuel Leutze: Washington überquert den Delaware, 1851

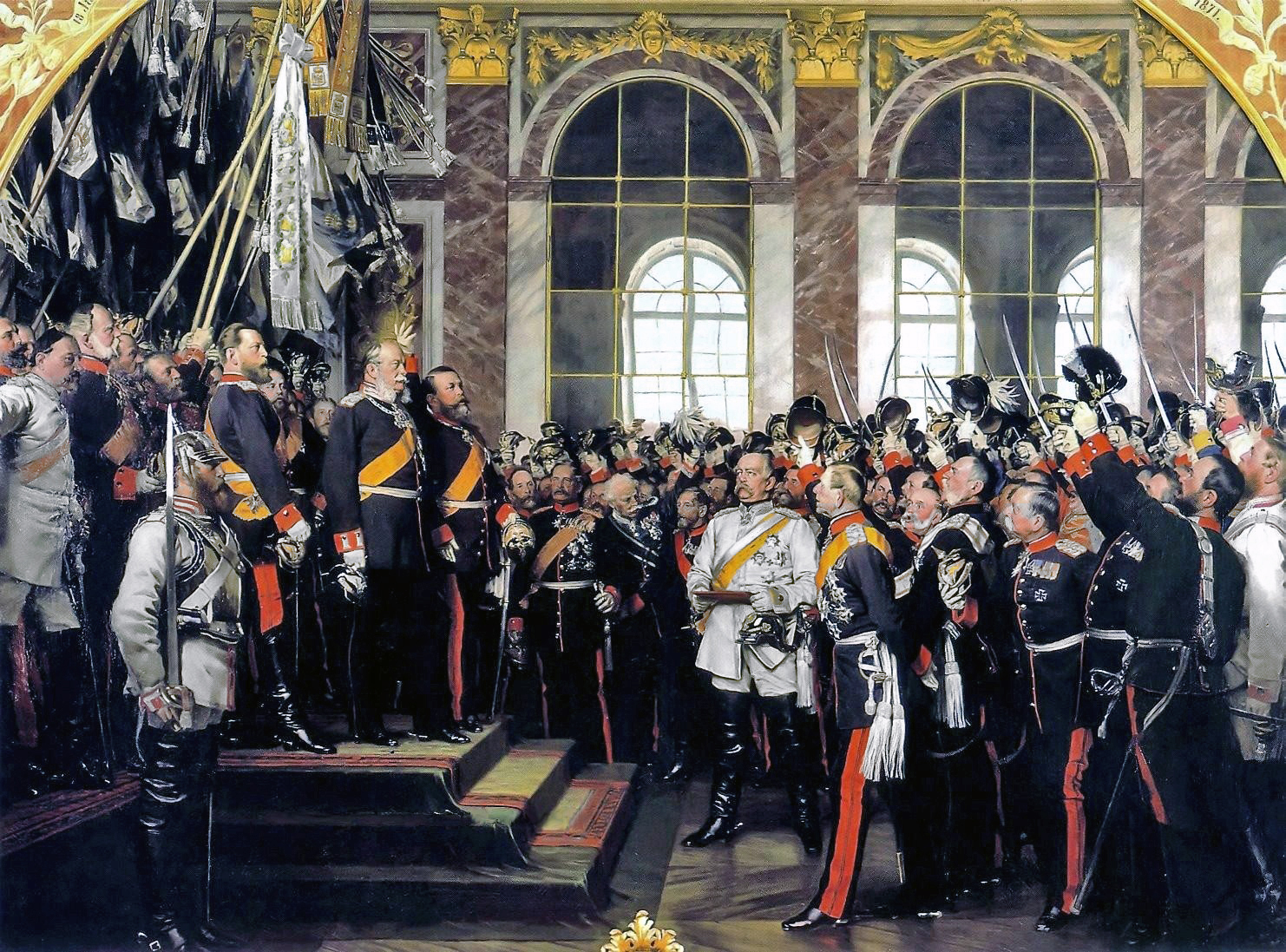
Anton von Werner: Die Proklamierung des deutschen Kaiserreiches (18. Januar 1871), die dritte Fassung, 1885

Die Historienmalerei auf dem Gebiet des heutigen Deutschland entwickelte sich später als z. B. in Italien und in Frankreich. Bilder des späten 18. und beginnenden 19. Jahrhunderts zeigten episch-philosophisch überhöhte Ereignisse der Welt- oder Regionalgeschichte bis hin zu volkstümlichen Erzählungen; hierbei überwogen Militär- und Schlachtenmalereien sowie Monumentalmalereien.
In der zweiten Hälfte des 19. Jahrhunderts trieben einige europäische Großmächte ihre Kolonialisierungsbestrebungen voran. Dies eröffnete Malern neue Perspektiven und Inhalte. Im Medium des Bildes wurde auch Personenkult betrieben. Auch Patriotismus wurde bildlich thematisiert.
Der Kunstkritiker Robert Vischer forderte bezüglich der Form der Darstellung, dass Historienbilder „heiter und mythenleer“ sein und eine deutliche künstlerische Färbung aufweisen sollten. Er stellte demnach ebenfalls wie einige seiner europäischen Vorgänger Regeln der Kunst auf, die er allerdings später zugunsten der Freiheit der Kunst revidieren sollte. Sein Ideal galt nun der freien künstlerischen Entfaltung, die allerdings auf ein ausdrucksstarkes Bild abzielen sollte.
Diesen Zwist zwischen historischem Wissen und der Gestaltung der Bilder, den schon Alberti im 15. Jahrhundert diskutierte, übertrug Cornelius Gurlitt auf die Rezipienten. Seiner Ansicht nach bedeute die Betrachtung der Historienbilder durch einen ungebildeten Betrachter nur halben ästhetisch-faktischen Genuss. Des Weiteren appellierte er an die Gestaltungsprinzipien der zeitgenössischen Maler, da diese durch die idealisierende Darstellung von Personen und Tatsachen Geschichte verklären und im Bild eine „Verkümmerung der Wirklichkeit“ hervorrufen.
Ähnlich sah es auch Richard Muther, wenngleich er etwas distanzierter analysierte, indem er der Historienmalerei die Aufgabe zuschrieb, geschichtliche Kenntnisse zu vermitteln. Die Funktion und der Zweck der Historienmalerei war besonders im 19. Jahrhundert sehr vielschichtig, da ein Spektrum der Verwendung von privater Erbauung und sentimentaler Rührung über wissenschaftliche Erkenntnisse hin zu illustrativer Unterrichtung verzeichnet werden kann.
In Preußen war besonders das Jahr 1871 signifikant. Nach dem Sieg Preußens gegen Frankreich im Deutsch-Französischen Krieg 1870/71 und der Ausrufung des Deutschen Reichs in Versailles, also auf feindlichem Territorium, wurde Vergangenheit durch zahlreiche Maler zugunsten der politischen Herrschaftselite einschließlich des Kaisers rezipiert, um die lange forcierte nationale Einheit zu legitimieren. Es lassen sich ab der zweiten Hälfte des 19. Jahrhunderts fünf zentrale Motive feststellen, die diesem Vorhaben in manipulativer Weise dienen sollten: Das erste dieser Motive war die Schlacht im Teutoburger Wald 9 n. Chr. zwischen Varus und Arminius, auch als Hermann der Cherusker bekannt, aus der Hermann als Sieger hervorging, der in der bildlichen Umfunktionalisierung des 19. Jahrhunderts als erster Deutscher verstanden wurde. So wurde ihm in der Folge der Reichsgründung nicht nur in einigen Gemälden, wie bei Karl Friedrich Schinkel und Friedrich Gunkel, gehuldigt, sondern auch das 1875 eingeweihte Hermannsdenkmal in Detmold gewidmet.
Das zweite historische Ereignis, das vielseitig rezipiert und entfremdet wurde, ist der Tod Friedrichs I. Barbarossas. Sein Tod im Jahr 1190 in Anatolien während der Kreuzzüge wurde von Künstlern adaptiert und umfunktionalisiert. So erscheint Wilhelm I. auf einem Bild in der Barbarossarolle, was den Kaiser des Heiligen Römischen Reichs nicht imitieren sollte, sondern vielmehr als Bild des Nachfolgers oder Vollstreckers der Absichten Friedrichs I. gedeutet werden muss. Da Barbarossa in der zeitgenössischen Malerei eine durch die künstlerische Gestaltung starke Ähnlichkeit zu dem gekreuzigten Jesus aufwies, wurde nicht nur auf politische Traditionen, sondern auch an die Religiosität der Nation appelliert. Auch Friedrich Kaulbach und Hermann Wislicenus (Goslarer Kaiserpfalz) arbeiteten zu dem Barbarossa-Motiv und verklärten es im Sinne politischer Absichten. Die Präsenz des Namens Barbarossas war auch noch über die Jahrhundertwende hinaus deutlich zu spüren, denn nicht nur Wilhelm I., sondern auch noch Adolf Hitler mit dem Unternehmen Barbarossa versuchten ihre Macht- und Herrschaftsansprüche in Europa mit dem Namen des früheren Kaisers zu legitimieren.
Auch für das nächste Motiv wird eine Person herangezogen, deren religiöser Hintergrund als Deutscher im 19. Jahrhundert aktualisiert wurde. Martin Luther, der in Bildern durch Künstler, obwohl er viel eher lebte, als Aufklärer dargestellt wurde. Auch an diesem Beispiel deutet der Maler ein historisches Ereignis in der Retrospektive: Der Verbrennung der Bannandrohungsrollen durch Luther im Jahr 1520. Catel hält dies in seinem Bild Martin Luther verbrennt die päpstliche Bulle und das canonische Recht. Luther wird in der gestalterischen Symbolik des 19. Jahrhunderts als der Reformator und Aufklärer der Deutschen dargestellt, der die Sprache der Vielen durch seine Bibelübersetzungen zu den Wenigen (Gebildeten) gebracht hat, gleichzeitig wird damit den Betrachtern dieser Bilder suggeriert, dass schon Luther Begründer des protestantischen Kaisertums war. Die Reformation diente also in der Entfremdung durch die Kunst und Politik des 19. Jahrhunderts als ein wichtiger Knotenpunkt des Ursprungs der nationalen Einheit.
In der chronologischen Abfolge der Zeit ist das nächste historische Ereignis erst wieder am Anfang des 19. Jahrhunderts zu lokalisieren. Die Völkerschlacht bei Leipzig 1813 und die vorhergehenden Kriegsjahre flossen nicht nur in politische wie literarische Schriften, sondern auch die zeitgeschichtliche Malerei ein. So rüstete sich die intellektuelle Elite in Wort und Bild, um ein solidarisches und patriotisches Zusammenhalten der Bevölkerung gegenüber dem von Napoleon angeführten französischen Feind zu erwirken.
Als fünftes signifikantes historisches Ereignis lässt sich die Gründung des Deutschen Reichs, die Einigung Deutschlands, festmachen. Im geschichtlichen Moment der Kaiserproklamation schien sich die deutsche Geschichte als militärischer Sieg der deutschen Armeen unter Führung Preußens erfüllt zu haben. Anton von Werner war beauftragt worden, als Künstler an diesem Ereignis teilzunehmen, um es im Bild festzuhalten. In Werners drei Versionen seines Gemäldes Die Proklamierung des deutschen Kaiserreiches (18. Januar 1871) lässt sich erkennen, wie Geschichte durch den Maler rezipiert und gestaltet werden kann. In allen Bildern verändert sich die Betrachterperspektive, sodass die Sichtweise der deutschen Fürsten und des Militärs in der Fassung für das Berliner Schloss von 1877, der preußischen Armee in der Fassung für die Ruhmeshalle Berlin von 1882 und der Hohenzollernfamilie als Geschenk an Bismarck von 1885 repräsentiert wird. Eine Begleiterscheinung der Perspektivenveränderung ist die Zunahme der Detailgetreue. Im Fokus des letzten, der Friedrichsruher Fassung, stehen Kaiser Wilhelm I. und Kronprinz Friedrich, Bismarck, Moltke und Roon. Sie alle malte Werner in fotorealistischer Manier so, wie in der Gegenwart aussehen, also nicht im Jahr 1871, sondern 1885. Er zeigte damit, wie weit sie es in der Gegenwart gebracht haben. Nur den längst verstorbenen Roon, der nicht an der Proklamation teilnehmen konnte, malte er, wie im Jahr 1871 ausgesehen hatte und ihn die anderen Dargestellten in Erinnerung hatten, und wie er ihn 1871 porträtiert hatte. Werners Ziel war, gerade in dieser Version das Verdienst des Kaisers und Bismarcks sowie der preußischen Generäle im fünfzehnten Jahr des Reichs herauszustellen. So zeigt auch hier das Historienbild nicht wie Geschichte war, sondern gesehen werden soll.
Ähnlich wie Anton von Werner wurde auch Hermann Wislicenus beauftragt, Gemälde zu entwerfen, die eine Symbiose zwischen Geschichte und Gegenwart eingehen sollten. Nachdem die Kaiserpfalz Goslar gegen Ende des 19. Jahrhunderts sanierungsbedürftig geworden war, gewann Wislicenus einen Wettbewerb zur Renovierung und Neugestaltung der Residenz. Die von ihm gestalteten 52 Wandgemälde im Kaisersaal bildeten eine zeitliche Abfolge der deutschen Geschichte mit Themen wie der mittelalterlichen Kaiserherrlichkeit, einer Dornröschen-Allegorie, die stellvertretend für das Erwachen der deutschen Staaten aus dem politischen Tiefschlaf stand, und letztlich der Reichsgründung von 1871. Die Motive symbolisieren den in der Entstehungszeit vom Künstler und den Auftraggebern so gesehenen geschichtlichen Werdegang des nun wieder zu neuem Leben erwachten Kaiserreichs.
Wichtig bei allen Gemälden der Zeit ist der Anspruch der Wirkungskraft beim Betrachter, deshalb musste auch für deren Gewährleistung die passende Möglichkeit der Veröffentlichung gefunden werden. Hierzu sah man zum einen Ausstellungen wie die Nationalgalerie (1861 gegründet) vor, die nach französischem Vorbild zunächst ausschließlich für Historienmalereien vorgesehen war. Eine andere Publikationsmöglichkeit war die Nutzung der Außenseiten öffentlicher Gebäude, wie zum Beispiel den Münchener Hofarkaden. Die hier entstandenen Historien waren staatlich in Auftrag gegeben und sollten neben der im Vordergrund stehenden Entwicklung des Nationalstolzes auch als Bildungsmittel für das Volk gelten. Peter von Cornelius erhielt auf seinen Vorschlag im Jahr 1826 hin den Zuschlag der Organisation und Gestaltung der Arkaden mit 16 Bildern der Geschichte des Wittelsbacher Hauses seit der Dynastiebegründung durch Otto I. Ob Ernst Försters Gemälde Befreiung des Heeres im Engpass von Chiusa durch Otto von Wittelsbach 1155 oder Karl Stürmers Max Emanuel bei der Eroberung Belgrads 1688, immer stehen zentral als Heldenfiguren in ruhmreicher Pose die jeweilig bedeutenden Personen des Wittelsbacher Hauses. Auch bei dieser Serie von Historienmalereien wurde versucht, durch Kunst zum Landespatriotismus zu motivieren; wenngleich der Zeitgenosse Sulzer bemerkt, dass die Bilder sehr wohl inhaltlich erzieherische Vorteile haben, für die Geschichtsschreibung jedoch keine Konkurrenz sind.
Die Gründe im Bereich der Bildgestaltung und Motivauswahl sind wie oben aufgezeigt auf historisch markante Ereignisse und Persönlichkeiten zurückzuführen. Die Akzeptanz beim Betrachter gegenüber diesen Darstellungen basiert auf der Zeitenwende in Europa nach der Phase der Französischen Revolution. Der Begriff Freiheit wurde fortan an den der Nation oder des Staates gebunden und somit die in einem Staat lebende Gemeinschaft dahingehend orientiert. Indem man Mythen und Geschichte vergegenwärtigte, legte man den Einheitsgedanken als oberstes Ziel auf dem Weg zum Wohlbefinden der Nation aus. Mythische und legendenartige Stoffe, wie ein schlafender Barbarossa, der die politische Lage vor der Reichsgründung 1871 als in tiefen Schlaf verklärend darstellt, sollten historische Verweise und Kontinuität zu vormaligen Epochen ermöglichen.